# Emanuele Tesauro
Emanuele Tesauro (Torino, 3 gennaio 1592 – Torino, 26 febbraio 1675) è stato un drammaturgo, retore, storico e letterato italiano, autore del celebre trattato Il cannocchiale aristotelico, considerato «una pietra miliare sul cammino della storia dell'estetica».
In esso il Tesauro, muovendo dal terzo libro della Retorica aristotelica, studiò la natura propria dell'arguzia e le figure del linguaggio, offrendo una trattazione sistematica del concettismo profonda e coerente, superiore a quella, pur celebrata, di Baltasar Gracián, che egli certamente conobbe. Essa contiene già come un abbozzo o presentimento di quello che doveva poi essere l'estetica moderna. Scrisse in prosa, oltre a una Filosofia morale (Torino 1670) tipicamente secentesca, che fu più volte ristampata e tradotta in varie lingue, opere di storia come i Campeggiamenti, o vero Istoria del Piemonte (1ª ed. completa, Torino 1674, sulle guerre del Piemonte contro gli Spagnoli), Del regno d'Italia sotto i Barbari (ivi 1663), e una Historia della città di Torino (ivi 1679, continuata da Francesco Maria Ferrero, ivi 1712), e fu autore di poesie e tragedie.

## Biografia

### Il periodo gesuitico

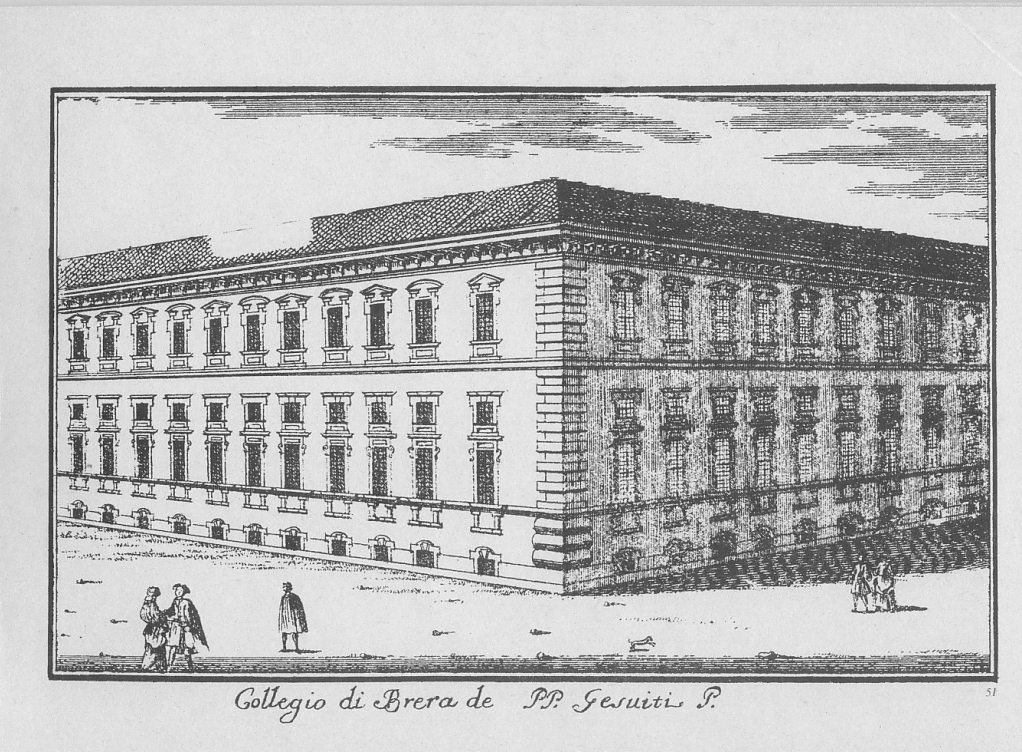
Marc'Antonio Dal Re, Il Collegio di Brera dei padri Gesuiti, 1745 circa

Discendente dall'illustre famiglia piemontese dei conti di Salmour, nacque a Torino il 3 gennaio 1592 dal conte Alessandro Tesauro, poeta e architetto, autore dell'elegante poema didascalico La Sereide (1585) e da Margherita Mulazzi, nobildonna astigiana. Ultimo di sette fratelli, Emanuele fu affidato in particolare alle cure del secondogenito Lodovico, lettore di diritto all'Università e amico di Giovan Battista Marino.. Allievo del collegio dei gesuiti a Torino (1605-1611), entrò ventenne nella Compagnia di Gesù. Dopo il biennio di probazione, Tesauro fu ammesso ai voti semplici, e inviato nel Collegio di Brera a Milano per proseguire gli studi di retorica e filosofia (1613-1615). Fu Magister rhetoricae a Cremona nell'anno scolastico 1618-19 e i due anni successivi (1619-20 e 1620-21) nel Collegio milanese, dove insegnavano «i migliori maestri». «Per i suoi allievi scrive, tra il 1619 e il 1621, secondo i moduli tipici del teatro gesuitico, la tragedia cristiana Hermenegildus, in versi latini, rappresentata nel Collegio di Brera il 26 agosto 1621, ampiamente mutata e «trasposta» in italiano molti anni più tardi, e stampata nel 1661 con il titolo Ermenegildo insieme all'Edipo e all'Ippolito.» Il 7 giugno 1621 Tesauro predispose il maestoso apparato funebre per le esequie solenni in onore del re Filippo III di Spagna, morto il 31 marzo di quell'anno.

### Al servizio di Tommaso di Savoia

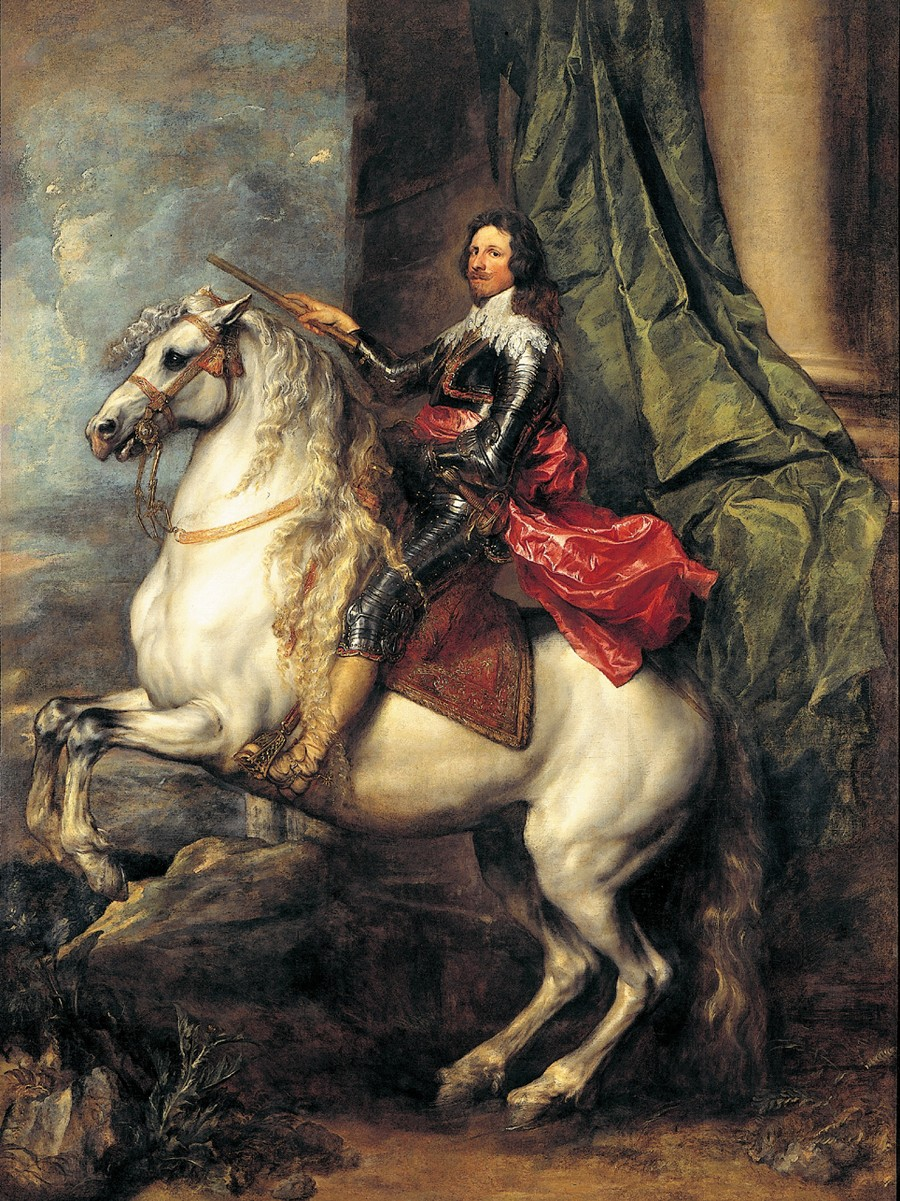
Antoon van Dyck, Ritratto del principe Tommaso Francesco di Savoia Carignano

Nel giugno del 1635, all'età di 44 anni, uscì dalla Compagnia di Gesù per dissensi disciplinari, rimanendo sacerdote secolare al servizio dei principi di Savoia-Carignano. L'esperienza religiosa gli fornì una solida cultura umanistico-filosofica e gli consentì inoltre di esprimersi come oratore e come insegnante. Al periodo gesuitico risalgono i Panegirici sacri (1633), tra i quali spicca il discorso accademico Il giudicio, breve ma importante trattato sugli stili dell'oratoria sacra, riproposto all'attenzione degli studiosi da Ezio Raimondi nella storica antologia ricciardiana dei Trattatisti e narratori del Seicento (1960). Con La metafisica del niente Tesauro partecipò alla «querelle de nihilo» scatenata dal discorso accademico Il niente pronunciato da Luigi Manzini presso l'Accademia degli Incogniti l'8 maggio 1634. Dopo aver lasciato la Compagnia Tesauro fu al seguito del principe Tommaso Francesco di Savoia prima nelle Fiandre e poi in Piemonte (1635-42), e ne divenne lo storiografo ufficiale. Durante il soggiorno nelle Fiandre fu apprezzato predicatore a Bruxelles, alla corte del principe Tommaso (i Panegirici contengono L'Aurora, panegirico sacro sopra il giorno natale della beatissima Vergine detto nella cappella regale di Brusselles al regio infante cardinale ed al serenissimo principe Tomaso di Savoia l'anno 1635).
Nel periodo intercorrente tra le campagne di Fiandra e la Guerra civile piemontese (1635-1642), Tesauro svolse delicate missioni diplomatiche per il principe Tommaso di Carignano. Quando morì il duca Vittorio Amedeo I [7-8 ottobre 1637] fu inviato dal principe al cardinale Maurizio, che da Roma si era affrettato a risalire in Piemonte e sostava a Genova. Quasi certamente in questa occasione il Tesauro conobbe Agostino Mascardi, da Sarzana, già membro dell'Accademia romana dei Desiosi ed autore di un famoso Trattato dell'arte historica.

### Il ritorno in patria e la consacrazione definitiva
Nel 1642 rientrò in patria come precettore dei principi di Carignano e del futuro duca Vittorio Amedeo II di Savoia e coordinò il monumentale progetto del Theatrum Statuum Sabaudiae (Amstelodami 1682). Guadagnatosi una fama europea, operò alla corte sabauda per oltre tre decenni (da Carlo Emanuele I a Carlo Emanuele II, che lo colmò di onori e lo nominò Cavaliere di Gran Croce dell'Ordine dei Santi Maurizio e Lazzaro). Tesauro svolse in questi anni un'attività intensa, componendo epigrafi, elogi, insegne, orazioni, panegirici per i membri della Casa reale e per le personalità più importanti. Fu anche iconologo e autore dell'intero programma decorativo della Venaria Reale, palazzo di caccia costruito dall'architetto Amedeo di Castellamonte per Carlo Emanuele II. Le principali testimonianze di questa attività svolta da Tesauro presso la corte sabauda si trovano raccolte nel libro delle Inscriptiones (Inscriptiones quotquot reperiri potuerunt opera et diligentia Emanuelis Philiberti Panealbi, Taurini, Typis Bartolomaei Zapatae, 1670). «Con gli anni Sessanta, al riconoscimento, sia da parte della corte, sia del municipio, del ruolo di regista e concertatore delle grandi celebrazioni pubbliche, fino al matrimonio ducale del 1663 e ai festeggiamenti per la nascita del principe di Piemonte tre anni dopo, vennero ad aggiungersi le sempre più frequenti attestazioni di stima e di ossequio ufficialmente decretate dai decurioni; e la decisione di collocare nel Palazzo municipale un ritratto dell'abate «con qualche inscrittione in memoria de' posteri di sua persona» rappresentò una novità degna di rilievo per una città non avvezza a tributare simili onori a personaggi estranei alla dinastia.» Nel 1666 la Municipalità di Torino approvò il progetto di un'edizione di tutte le sue opere e conferì al Tesauro il compito di scrivere una storia della città, alla quale egli attese però solo parzialmente. Tra il 1669 e il 1674 cominciarono così ad apparire, per l'editore Zavatta, i sontuosi volumi dell'opera omnia, tra cui bisogna soprattutto ricordare la ristampa, finalmente sotto il controllo dell'autore, del Cannocchiale aristotelico. Domenico Piola realizzò il disegno dei frontespizi incisi da Georges Tasnière e da Antoine De Pienne.
Tesauro morì improvvisamente a Torino nel febbraio 1675, più che ottuagenario.

## Opere

### Il cannocchiale aristotelico
(Emanuele Tesauro, “Il Commentario,” in Panegirici sacri (Venezia, Tramontin, 1682), pt. 2, 84.)

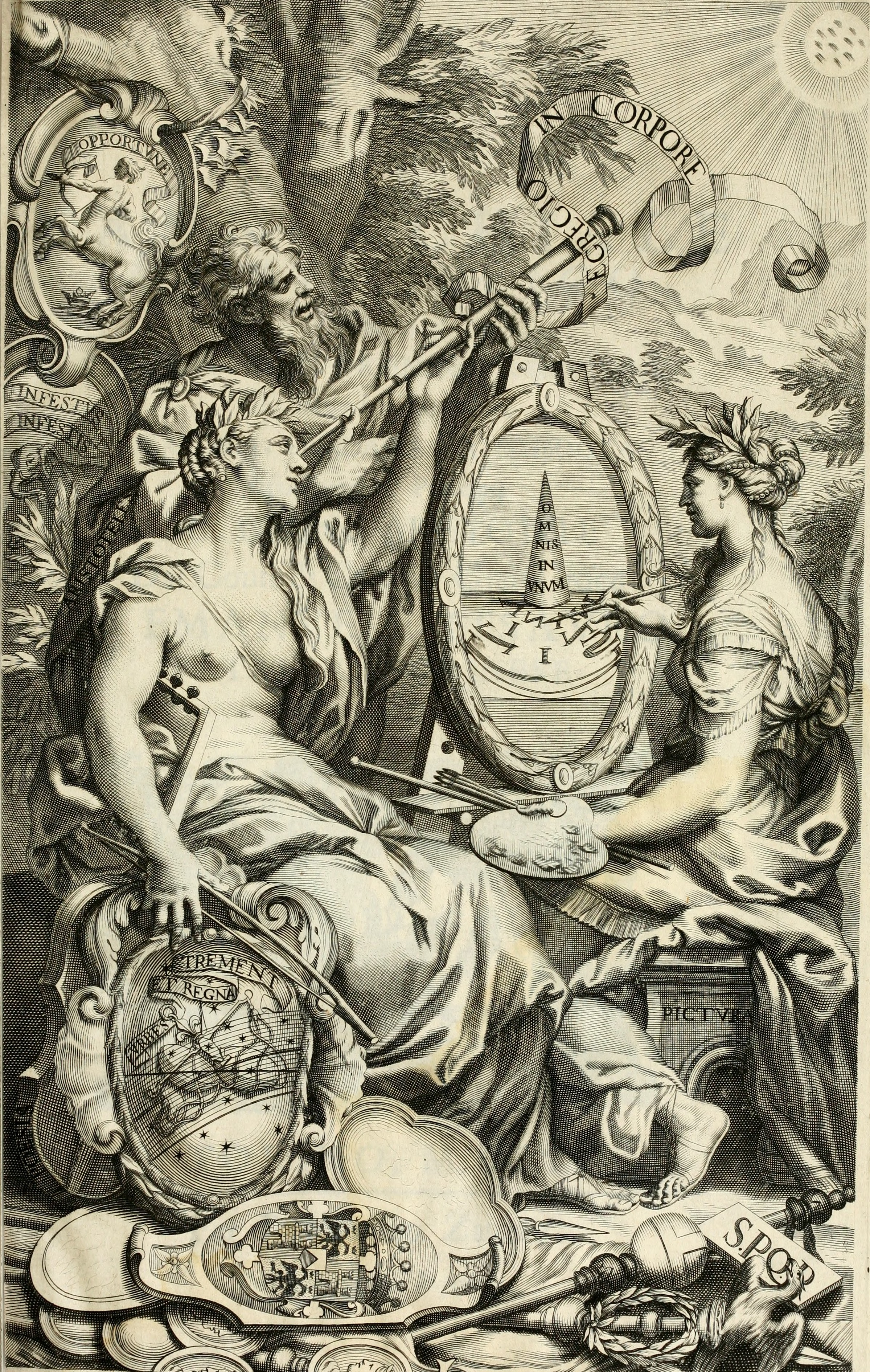
Frontespizio dell'edizione del 1670 del Cannocchiale aristotelico

Emanuele Tesauro deve la fama di massimo teorico barocco al Cannocchiale aristotelico, trattato fondamentale sullo stile e sulla concezione retorica, emblematica ed allegorica del XVII secolo. Grazie alla sistemazione teorica compiuta da Tesauro, il Barocco cessò di essere una moda per proporsi come espressione della mentalità del tempo. «Autorevoli studiosi hanno dimostrato, da Ezio Raimondi a Franco Croce, dal Praz all'Anceschi, dal Vasoli al Costanzo, al Buck, che ci troviamo di fronte alla più ampia e organica opera sull'estetica del barocco - segnatamente sotto il profilo della lingua e dello stile - non solo italiano ma europeo.» Il Tesauro è stato studiato, in una prospettiva di poetiche europee da H. Hatzfeld, Three national deformations of Aristotle: Tesauro, Gracián, Boileau, in «Studi Secenteschi», 2, 1961, pp. 3–21.
Come il modello geocentrico esce distrutto dalla sperimentazione che Galileo Galilei conduce con il suo cannocchiale, così i principi fondamentali del fare artistico sono modificati dall'opera di Tesauro, che alla rivoluzione galileiana rimanda fin dal titolo. Nel trattato, l'attenzione è rivolta soprattutto alla metafora che per Tesauro è la figura retorica per eccellenza, in quanto riesce a collegare fenomeni lontani attraverso l'analogia che le sta alla base.
Tesauro distingue tre ordini di figure retoriche: armoniche, patetiche e ingegnose, corrispondenti alle funzioni dell'anima, cioè senso, affetto e intelletto. La disposizione dei tre generi di figure è in ordine gerarchico: le figure ingegnose infatti sono le più lodate come «nobilissimo fiore dell'intelletto che non più nell'armonico suono e nelle patetiche figure ma nella significazione ingegnosa ripon la gloria dell'arte» (Cannocchiale, p. 145). Definita da Tesauro il “più alto colmo delle Figure Ingegnose”, la metafora è vista come argomentazione arguta ed ingegnosa da cui scaturiscono piacere e meraviglia. La rottura della convenzione che regola i rapporti tra significanti e significati ad opera dell'invenzione metaforica apre la strada al rinnovamento e all'arricchimento della potenzialità significativa dei singoli termini. «Tesauro elabora una teoria della Metafora come principio universale della coscienza sia umana sia divina. Alla sua base c'è l'Acutezza, il pensiero fondato sull'accostamento di ciò che è dissimile, sull'unificazione dell'inunificabile. La coscienza metaforica è eguagliata a quella creativa, e perfino l'atto della creazione divina appare a Tesauro come una sorta di Acutezza suprema che crea il mondo mediante metafore, analogie e concetti. Tesauro obietta contro chi nelle figure retoriche vede degli ornamenti: tali figure sono per lui il fondamento del meccanismo del pensiero, di quella Genialità suprema che anima l'uomo e l'universo»
Tesauro è considerato, insieme allo spagnolo Baltasar Gracián (1601-1658), il «maggior rappresentante che ebbe mai la critica letteraria secentistica». Pubblicato nel 1654 (Torino: Sinibaldo), il Cannocchiale aristotelico ebbe un enorme successo in Italia e in Europa per tutto il secolo. Ripubblicato da Tesauro in una seconda edizione ampliata (Venezia: Baglioni, 1665), fu riedito quattordici volte prima del 1702, e ne fu realizzata una traduzione latina, opera di Caspar Cörber (1658-1700), pubblicata nel 1698 e riedita nel 1714. La pubblicazione della traduzione latina assicurò al Cannocchiale aristotelico un'ampia circolazione, come testimoniano i numerosi esemplari presenti nelle biblioteche di tutta Europa. La fama del Tesauro era del resto già ben consolidata se un gesuita tedesco, Jakob Masen, nella sua Ars nova argutiarum, Colonia 1660, dedicata all'epigramma e alle iscrizioni argute, lo proponeva a modello, come «non inepte versatus» (p. 1). Più tardi, nel giugno del 1698, sugli Acta eruditorum di Lipsia, «la più autorevole fra le pubblicazioni scientifiche in lingua latina», tra Sei e Settecento, «il dotto relatore», annunciando la traduzione latina del Cannocchiale aristotelico, così scriveva: «Emanuel Thesaurus, non magis stemmatum gloria et comitis dignitate ac insignibus, quam eleganti eruditione illustris, eam sibi famam Inscriptionibus suis comparavit, ut unicus quasi, praestantissimus certe artifex in arguto hoc scribendi genere suspiciatur, ad cuius opera velut ad Polycleti regulam scripta sua exigere solent, qui in concinnandis huiusmodi ingenii foetibus elaborant» Negli ultimi decenni sempre più studi sono stati dedicati al Cannocchiale aristotelico, in cui si è giustamente vista una delle introduzioni più complete agli aspetti formali della cultura barocca. Il trattato inedito di Tesauro Idea delle perfette imprese, il nucleo del Cannocchiale aristotelico, è stato pubblicato nel 1975 da Maria Luisa Doglio e tradotto in francese da Florence Vuilleumier.
Nell'attesa dell'edizione critica, un'elegante ristampa anastatica del Cannocchiale aristotelico è stata pubblicata nel 1968 a cura di August Buck, docente di filologia romanza all'Università di Marburgo; in quell'occasione lo studioso, oltre a un'introduzione su Emanuel Tesauro und die Theorie des Literaturbarock, si era limitato a intervenire sulle note collocate dall'autore nei marginalia, correggendo gli errori di palese evidenza. Nel 2000 è apparsa una pregevole ristampa del Cannocchiale aristotelico nell'edizione Zavatta, Torino 1670, con scritti introduttivi di Maria Luisa Doglio, Marziano Guglielminetti ed altri, e con un utile indice delle fonti classiche a cura di Dionigi Vottero.

### Opere storiche e politiche

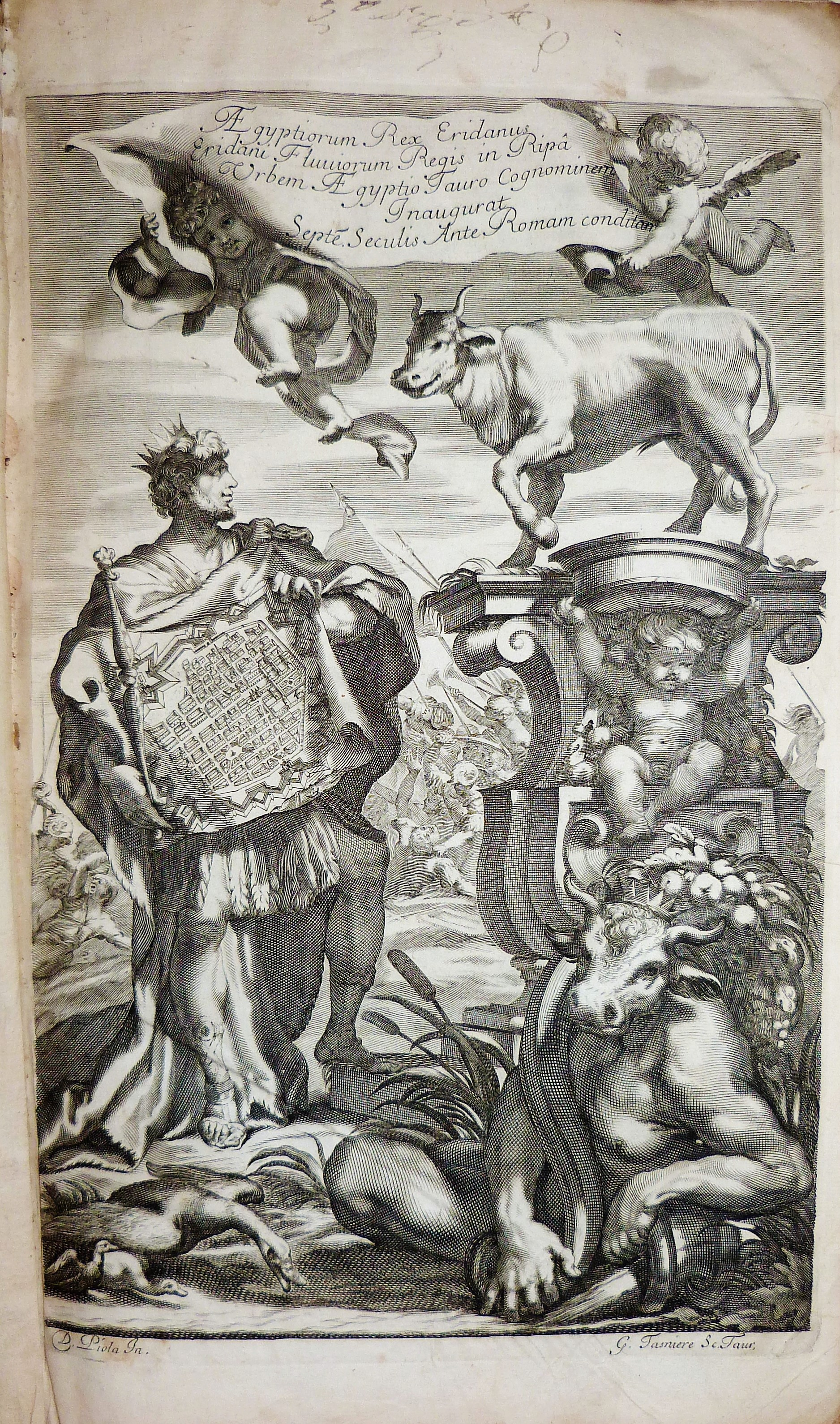
Frontespizio dell'Historia dell’Augustissima Città di Torino, Torino, Bartolomeo Zappata, 1679

«Filologia e antiquaria in profusa dovizia fanno ritessere l’ordito della Historia dell’Augustissima Città di Torino, commessa al Tesauro dalla municipalità cittadina, sgrossata in otto libri fino all'anno Mille, interrotta, poi rimaneggiata e pubblicata postuma dal segretario Giroldi, ultimata da Francesco Ferrero di Lavriano nel 1712 nel fulgore del Regno di Vittorio Amedeo II.» La storia iniziata da Tesauro esprimeva un forte sentimento di orgoglio civico; era in parte un panegirico, ma prevalentemente era una cronaca. Narrava il mito patriottico della fondazione di Torino, molti secoli prima di Roma, da parte del principe egiziano Eridano, e la sua rifondazione a opera di Cesare e di Augusto, per poi lanciarsi in un resoconto erudito dei trionfi della città e delle sue vicissitudini da quell'epoca in poi.
In ambito storiografico Tesauro non si limitò alla storia del Piemonte, ma, riallacciandosi direttamente a Giordane, fu tra i primi a interessarsi della storia medievale dei popoli del Nord Europa, superando la stagione rinascimentale incentrata soprattutto sulle antichità greche e romane. Tesauro può essere a buon diritto considerato un «antesignano degli studi altomedievali, con la lussuosa edizione in folio, con rami a piena pagina, Del regno d'Italia sotto i barbari (1644), che precedeva di una decina di anni l'Historia Gothorum, Vandalorum et Langobardorum (1655) di Grozio.» Adorno di un'antiporta allegorica, su disegno di Jan Miel inciso da Jean-Jacques Thourneysen, e di cinquantotto ritratti di sovrani su disegno dei due più accreditati pittori di corte, lo stesso Miel e Charles Dauphin, il volume è corredato di 782 "annotationi" opera di Valeriano Castiglione «volte all'ampliamento esplicativo del testo e ad irrobustirlo con citazioni e rinvii bibliografici e d'un certo interesse laddove, quasi a gara con le espressioni del Tesauro, il Castiglione parla di Arduino come di "voce" che "scoté il sonno d'Italia", la cui morte segnò la fine della "libertà" "gloria" e "pace" della penisola, oppure insiste sulla funzione pacificante ed unificante della "casa regale" di Savoia).»

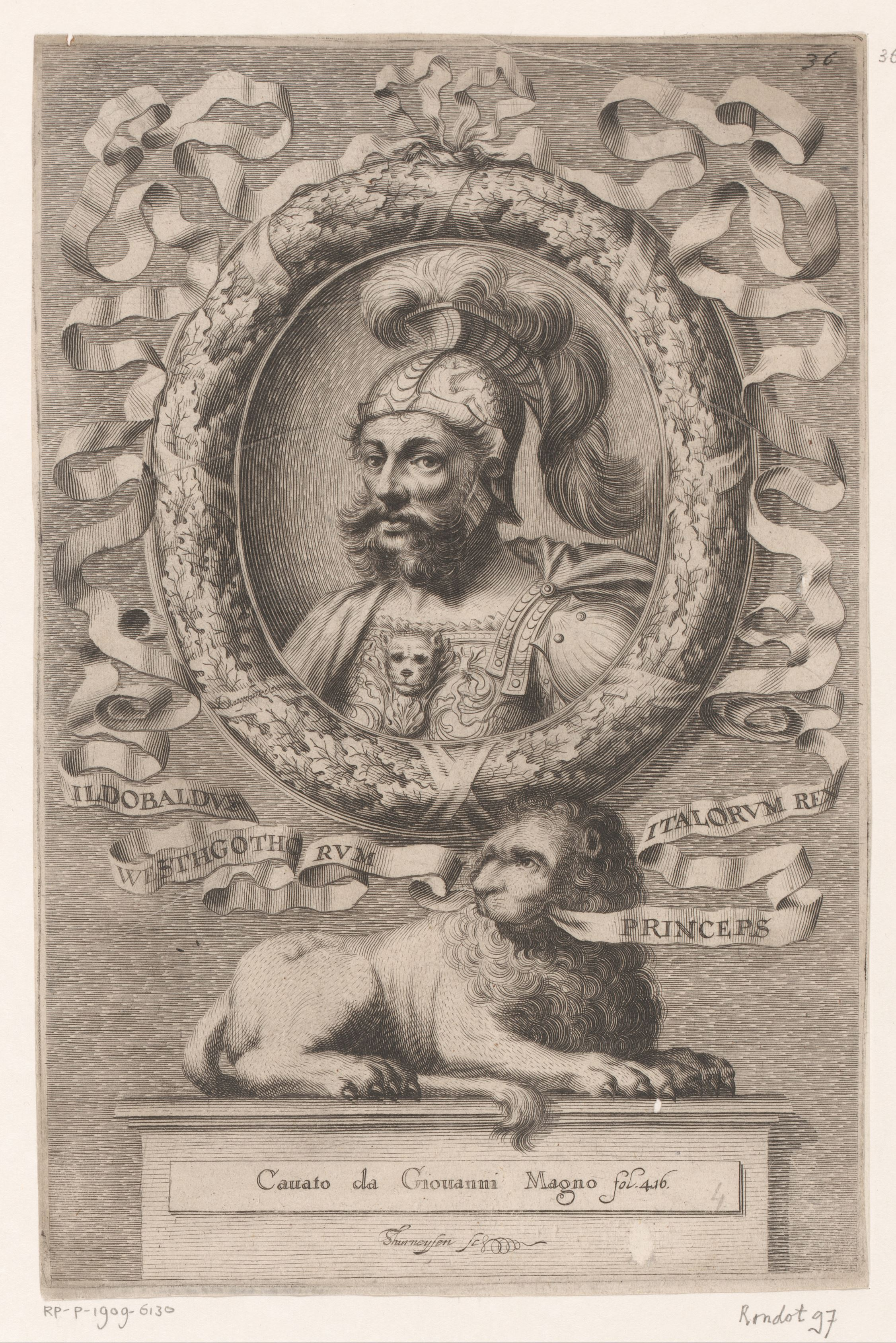
Il re degli Ostrogoti Ildibaldo in un'illustrazione tratta dall'opera di Tesauro Del Regno d'Italia sotto i barbari (Torino, 1664)

Nel Tesauro «barbari» ha valore solo generico; egli ci squaderna infatti una galleria di re, senza alcun riferimento culturale e civile, caratterizzati in modo letterario-drammatico tipicamente barocco: Alboino, Clefi, Autari, Agilulfo, Rotari, Liutprando, ecc., spiccano quali grandi personaggi, nel bene e nel male, superando il tradizionale concetto di barbarie. E così il giudizio finale sul regno longobardo: «Regno non men famoso per le malvagie attioni che per le buone: barbaro nel conquistare, et benigno nel conservare: autor delle leggi e distruggitore: insegnator della pietà, et della ferinità: pernicioso ugualmente, et profittevole alla Chiesa; alla quale molto rapì et molto donò; molto scemò di religione, et molto ne accrebbe . . .» (p. 219). In una più ampia prospettiva, provvidenzialistica, sotto l'Impero romano si iniziò la distruzione del paganesimo: sotto i Goti, benché ariani, quest'opera è portata a termine «hauendo intanto Iddio proveduto, che nel seguente Regno de' Longobardi, come più humano, ancor l'Arriana pestilenza fosse purgata» (p. 25).
Tra le opere storiche di Tesauro rivestono una particolare importanza, inoltre, una piccola serie di cronache (Sant'Omero assediato dai Francesi e liberato, Campeggiamenti del Piemonte, Campeggiamenti di Fiandre), che narrano le vicende militari della storia recente del Ducato di Savoia. Queste opere nascono dalla viva esperienza del campo di guerra, ma anche dalla persuasione che non ci si può «fidare di penne forestiere che misurano i premi e non la verità, e spesse volte prendono il premio con la manca e scrivono con la diritta a modo loro» (lettera a Giambattista Bruschetti, 9 febbraio 1642). Dettagliati giornali di guerra stesi a caldo, sono una fonte preziosa per la ricostruzione della storia del '600, sebbene vibranti di partigianeria per il protettore di Tesauro, il principe Tommaso di Savoia.
Interessante, infine, l'Istoria della Compagnia di San Paolo, pubblicata a Torino nel 1657, in cui Tesauro traccia la storia della Compagnia fondata il 25 gennaio 1563 ad opera di «sette zelantissimi cittadini» per rispondere all'infiltrazione del protestantesimo in Piemonte dalla Ginevra calvinista. Tesauro passa in rassegna la diffusione della Riforma a partire dalla Germania di Lutero («da quella sola scuola d’iniquità sfarfallò una monstruosa moltitudine di eresiarchi») per estendersi a macchia d'olio in Slesia, Svizzera, Boemia, Inghilterra, e Francia, restringendo via via il campo fino a giungere a Torino, «propugnacolo - minacciato - della catolica fede». Tesauro non risparmia epiteti crudi e ingiuriosi contro i principali leader della riforma, da Calvino, «il più diabolico e monstruoso parto di tutti gli antipassati», a Zwingli e Farel, definito, con particolare forza espressiva, «sacerdote sacrilego e predicator perverso». Molto vicino appare il modello della Sferza di Giovan Battista Marino.
Particolarmente feroce la messa in ridicolo dello «pseudo papato» di Teodoro di Beza, per descrivere il quale Tesauro ricorre alla celebre Vita Caluini di Jean Papire Masson:
(Emanuele Tesauro, Historia della venerabilissima compagnia della fede catolica, sotto l'inuocatione di San Paolo nell'augusta città di Torino, vol. I, Sinibaldo, 1657, p. 77.)
Tesauro fu anche scrittore politico di sentenze: nel libello pubblicato anonimo nel 1646 La politica di Esopo Frigio raccolse, traducendoli in modo personale e originalissimo da Les fables d'Esope phrygien del francese Jean Baudoin (1631), alcuni aforismi politici di commento a una serie di favole. Questo libretto, dedicato al principe Giuseppe Emanuele di Savoia contiene 118 brevi favole di Esopo, riadattate dall'autore. Le favolette introducono il lettore in un mondo, quello della società degli animali, ovattato e apparentemente idilliaco. In realtà, sotto la patina aggraziata e rassicurante, operano le stesse leggi del profitto e dell'interesse che regolano, nel bene e nel male, la vita degli uomini. Ogni apologo termina con un aforisma politico. Nel caso della Cicogna e dell'orciuolo, ad esempio, si racconta che una cicogna, avendo sete, trovò, per caso, un orciuolo con un po' d'acqua. Non riuscendo a raggiungerla con il becco gettò dentro al vaso sabbia e sassolini; in tal modo il livello dell'acqua salì e la cicogna poté, finalmente, bere. Allegoria: «Non potendosi ottenere a forza una piazza, porgendo denari facilmente si ottiene».

### Opere latine e drammi

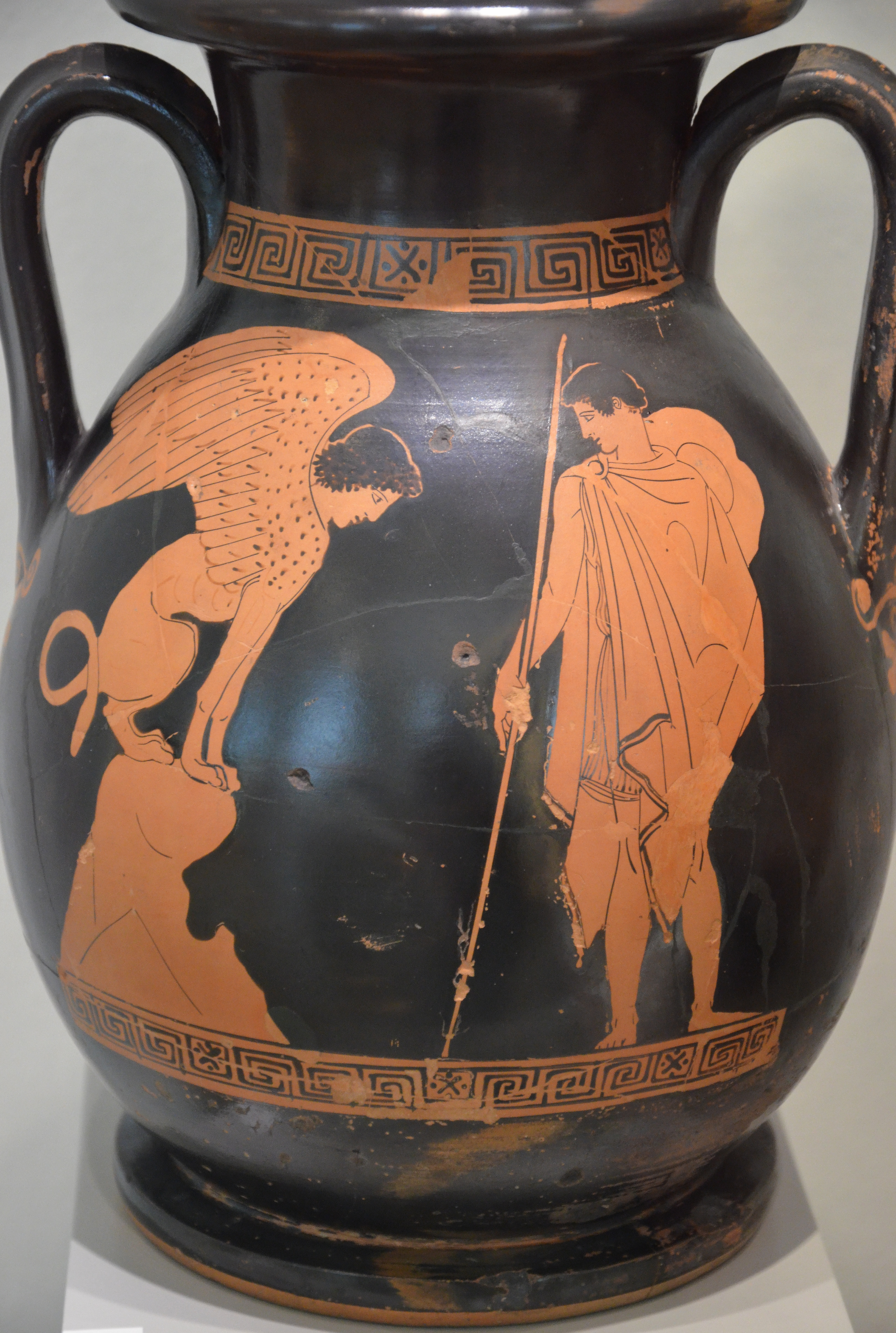
Pelike attica a figure rosse, Edipo risolve l'enigma della Sfinge e libera Tebe, opera del pittore Achilleo, 450-440 a.C., Berlino, Altes Museum

In giovinezza Tesauro mise insieme una raccolta di epigrammi latini, più volte ristampati, con alcune odi di sapore oraziano. Gli è attribuita una tragedia musicale, cioè una specie di melodramma, l'Alcesti o sia l'amor sincero, stampata adespota a Torino nel 1665 e rappresentata in occasione delle seconde nozze di Carlo Emanuele II con Maria Giovanna Battista di Savoia-Nemours La tragicommedia a lieto fine è costruita da Tesauro sulle orme della mistione tragicomica sperimentata da Battista Guarini, che proprio per le nozze di Carlo Emanuele I di Savoia e di Caterina Michela d'Asburgo aveva composto Il pastor fido. «L'invenzione linguistica, l'abile impasto di calchi petrarcheschi e lacerti dei classici, il metro poetico (endecasillabi e settenari a schema fisso di rime, con inserti di quaternari, quinari, senari, ottonari per l'avvenuta acquisizione, dal Chiabrera in poi, di un'idea accentuativa e dinamica del ritmo musicale del verso), il ricorso massiccio al dialogo, l'uso frequentissimo di esclamazioni, interrogazioni, lamenti, sentenze, la «mutazione di affetti», la mistione di toni contrastanti e di figure retoriche diverse, la chiarezza e la semplicità del linguaggio, la ricerca di un ritmo facile e piano, di un immediato carattere melodico fanno dell'Alcesti del Tesauro un esperimento di indubbia attrattiva e forse la prova più alta del suo teatro.»
Al teatro Tesauro diede anche tre tragedie vere e proprie: l'Hippolito, l'Edipo e l'Ermenegildo (pubblicate insieme a Torino nel 1661 ma rielaborate in un lunghissimo arco di tempo, con un «quotidiano ritorno» a Sofocle, a Euripide, a Seneca).
«Lungi dall'essere un'attività di contorno, il teatro di Tesauro colpisce il suo lettore per la fitta rete di rimandi alla riflessione teorica, di cui i drammi si rivelano intessuti.»
L'Ermenegildo, che non si attiene strettamente alle regole aristoteliche, è da annoverarsi fra le migliori opere drammatiche del Seicento. La vicenda del principe visigoto, affrontata due volte da Tesauro a quarant'anni di distanza, era in gran voga nel Seicento grazie all'iniziativa di Filippo II di Spagna, desideroso di contrapporre un re santo spagnolo all'omologo San Luigi venerato dai francesi.
Nell'Ermenegildo di Tesauro la trama si sviluppa intorno al conflitto per l'eredità del regno, con un padre imbelle e due aspiranti, Ermenegildo e Recaredo, rappresentanti rispettivamente bene e male, che si combattono strenuamente. «Per Tesauro è fondamentale il tessuto verbale, le metafore, le arguzie e i concetti, in un teatro di musica e parole che oscura la trama edificante e terribile della lotta tra padre e figlio.» Fedele all'intento di suscitare nel lettore meraviglia e stupore, Tesauro utilizza uno stile intriso di concetti raffinati, antitesi e strutture parallele.
Nell'Edipo, edito due anni dopo l'Œdipe di Pierre Corneille, Tesauro parte dallo spunto offertogli dall’Edipo senecano per esplorare la questione del destino, del libero arbitrio e della responsabilità personale. Molto spazio è dato a Tiresia. Trasformato in sacerdote, in netto contrasto con i suoi antecedenti, in particolare quello senecano, Tiresia è in grado di riconoscere tutti i segni "celesti", abilità che contrasta con il costante fallimento del tentativo di Edipo di interpretarli razionalmente. Il Tiresia di Tesauro è di conseguenza persuaso della responsabilità di Edipo, cosicché, mentre Sofocle propende per l’innocenza di Edipo, Tesauro, adottando la prospettiva di Tiresia, propende decisamente per la sua colpevolezza. «L'Edipo del Tesauro, per la sapienza della costruzione, l'ardita capacità di legare i temi dell'inconscio individuale con le ragioni politiche dello stato, le anfibologie del testo sofocleo e senechiano a un secentesco gusto del concettismo e dell'argutezza, rimane una delle prove più alte del nostro teatro, certamente più suggestivo, ricco, affascinante di quello di Corneille e forse anche del pur pungente Edipo di Voltaire.»
«L'Ippolito del Tesauro ha attirato l'ammirata attenzione di André Stegmann, che ha colto tutta una serie di consonanze, disseminate a vari livelli testuali, tra esso e la Phèdre di Racine, tanto da concludere, malgrado l'assenza di prove certe, che «Racine l'a probablement connu».» Va, infine, ricordato il dramma in prosa italiana Il libero arbitrio, steso con ogni probabilità nel triennio 1618-1621 e rimasto inedito al suo tempo. È possibile che con quest'opera Tesauro intendesse contrapporsi all'omonima tragedia dell'ex benedettino bassanese convertito al protestantesimo Francesco Negri (1546).

## Edizioni
- Emanuele Tesauro, Panegirici sacri, Torino, appresso gli eredi di Gio. Domenico Tarino, 1633. Riediti in tre volumi col titolo Panegirici. [...]. Dedicati alla Regale Altezza di Madama Cristiana di Francia, Duchessa di Savoia, Reina di Cipri, gloria del nostro secolo (il II tomo col titolo Panegirici et ragionamenti). In Torino, appresso Bartolomeo Zavatta, 1659 (t. III 1665).
- Memorie storiche della città di Asti compilate dal conte e cavaliere di gran croce Emanuele Thesauro dedicate al principe Emanuele Filiberto Amedeo di Savoia; il volume è conservato presso la Biblioteca Reale di Torino, Misc. 44/2, 1650.
- Emanuele Tesauro, La politica di Esopo frigio dedicata al Serenissimo Principe Gioseppe Emanuel di Savoia, Ivrea, apresso San Francesco, 1646.
- Emanuele Tesauro, Il cannocchiale aristotelico, ossia Idea dell'arguta et ingeniosa elocutione che serve a tutta l'Arte oratoria, lapidaria, et simbolica esaminata co' Principij del divino Aristotele, Torino, per Gio. Sinibaldo, Stampator Regio e Camerale, 1654. URL consultato il 15 maggio 2019.
- Emanuele Tesauro, Hippolito, Edipo e Ermenegildo, tragedie, pubblicate insieme, Torino, appresso Bartolomeo Zauatta, 1661. URL consultato il 15 maggio 2019.
- Emanuele Tesauro, Del regno d'Italia sotto i Barbari, Torino, per Bartolomeo Zavatta, 1664. URL consultato il 15 maggio 2019.
- Emanuele Tesauro, La filosofia morale deriuata dall'alto fonte del grande Aristotele stagirita, dal conte, et caualier Gran Croce don Emanuele Tesauro, Torino, appresso Bartolomeo Zapata, 1670. URL consultato il 15 maggio 2019.
- (LA) Emanuele Tesauro, D. Emmanuelis Thesauri Patritii Taurinensi. Comitis et maiorum insignium equitis SS. Mauritii et Lazari, Inscriptiones quotquot reperiri potuerunt operâ, et diligentiâ D. Emmanuelis Philiberti Panealbi, Equitis, et in Augustotaurinensi Almâ Universitate Sacrorum Canonum Interpretis Primarii. Cum eiusque notis et illustrationibus, Torino, Typis Bartholomaei Zapatae, 1670. URL consultato il 15 maggio 2019.
- Emanuele Tesauro, Il cannocchiale aristotelico, 5ª ed., Torino, Bartolomeo Zavatta, 1670. URL consultato il 16 agosto 2020.
- Emanuele Tesauro, Apologie in difesa de' libri del conte & caualier Gran Croce D. Emanuele Tesauro, vol. 1, Torino, Bartolomeo Zavatta, 1673.
- Emanuele Tesauro, Origine delle guerre civili del Piemonte, Colonia, appresso Giacomo Pindo, 1673. URL consultato il 29 gennaio 2020.
- Emanuele Tesauro, L'arte delle lettere missiue del conte d. Emanuele Tesauro. Vindicata dall'obliuione, et dedicata al serenissimo principe di Piemonte dal conte, & caualiere d. Luigi Francesco Morozzo, Torino, per Bartolomeo Zapatta, 1674. URL consultato il 12 novembre 2019.
- Emanuele Tesauro, Campeggiamenti del serenissimo Principe Tomaso di Sauoia descritti dal Conte, e Cauaglier Gran Croce d. Emanuele Tesauro patritio torinese, Torino, per Bartolomeo Zapatta, 1674. URL consultato il 15 maggio 2019.
- Emanuele Tesauro, Historia dell'augusta città di Torino, Torino, per Bartolomeo Zapatta, 1679 (pubblicazione postuma). URL consultato il 15 maggio 2019.
- Emanuele Tesauro, La vergine trionfante, et il capricorno scornato, Venezia, Giovanni Giacomo Hertz, 1680 (pubblicazione postuma). URL consultato il 15 maggio 2019.

### Traduzioni francesi
- Panégyrique de Madame Christine de France, duchesse de Savoie et reyne de Cypre, prononcé pendant sa vie, dans l'Académie de Turin, par le Cte Emmanuel Tesauro, et traduit d'italien en français, Paris, R. Guignard, 1665.
- Emanuele Tesauro, Introduction aux vertus morales et héroiques, traduzione di Thomas Croset, vol. 1, Bruxelles, François Foppens, 1712.
- Emanuele Tesauro, Introduction aux vertus morales et héroiques, traduzione di Thomas Croset, vol. 2, Bruxelles, François Foppens, 1712.
- Emanuele Tesauro, L'Idée de la parfaite devise, traduzione di Florence Vuilleumier, prefazione di F. Vuilleumier e Pierre Laurens, Parigi, Les Belles Lettres, 1992, ISBN 978-2-251-46000-0.
- Yves Hersant, La métaphore baroque : d'Aristote à Tesauro. Extraits du Cannocchiale aristotelico et autres textes, édition bilingue français-italien, Parigi, Éditions du Seuil, 2001, ISBN 978-2-02-047688-1.